# Franciszek Sobczak
Franciszek Sobczak (Katowice, 4 ottobre 1939 – 24 aprile 2009) è stato uno schermidore polacco, vincitore di una medaglia d'oro ai campionati mondiali di scherma.